# Pulsamplitudenmodulation

Prinzip der Pulsamplitudenmodulation

Die Pulsamplitudenmodulation (PAM) ist ein analoges Modulationsverfahren. Bei der Pulsamplitudenmodulation wird das analoge Nachrichtensignal regelmäßig abgetastet, dabei seine Signalhöhe gemessen und im selben Rhythmus Pulse erzeugt, deren Amplitudenhöhe der Signalstärke entspricht. Das PAM-Signal ist zeitdiskret und wertkontinuierlich.
Die Pulsamplitudenmodulation ist geeignet für Übertragungssysteme mit analogen Multiplexverfahren. In der Zeit zwischen den einzelnen PAM-Pulsen eines Nachrichtensignals können die PAM-Pulse anderer Nachrichtensignale übertragen werden. PAM eignet sich wegen der hohen Störempfindlichkeit nicht als Übertragungsverfahren über größere Entfernungen. Die Pulshöhe wird durch die Störungen der Übertragungsstrecke stark beeinflusst, so dass auf der Empfängerseite ein verfälschtes Signal ankommen kann. Eingesetzt wurde PAM zum Teil bei älteren Telefonanlagen.
Die Pulsamplitudenmodulation ist die Vorstufe zur Puls-Code-Modulation (PCM). Bei der PCM werden zusätzlich die Amplitudenwerte der PAM quantisiert, d. h. in eine digitale Bitfolge umgesetzt. Diese Bitfolge kann gespeichert oder als Digitalsignal von einem Sender zu einem Empfänger übertragen werden.

## Anwendungsfall Ethernet
Einige Versionen des Ethernet-Standards nutzen Pulsamplitudenmodulation. So wird für 100BASE-T1, 100BASE-T4, 1000BASE-T1, BroadR-Reach Ethernet eine drei-stufige (PAM-3), für 400G Ethernet eine vier-stufige (PAM-4), für 10BASE-T, 100BASE-T2, 1000BASE-T eine fünfstufige (PAM-5) und für 2.5GBASE-T, 5GBASE-T, 10GBASE-T, 25GBASE-T, 50GBASE-T Ethernet eine 16-stufige (PAM-16) Pulsamplitudenmodulation verwendet.

## Zukunft
PAM-4 ist ein Standard, der 2014 als Modulationsverfahren bei Glasfaser-Übertragung vorgesehen war.
Des Weiteren soll PAM-4 auch für PCI Express 6.0 zum Einsatz kommen. (Stand: 2019)